# Médias aux Fidji
Les médias aux Fidji incluent des médias à la fois publics et privés, tant en termes de presse écrite que de radiodiffusion. Si les médias fidjiens pratiquaient dans une certaine mesure l'autocensure sous le gouvernement semi-autoritaire de Frank Bainimarama, l'alternance politique à l'issue des élections de 2022 a permis une amélioration de la liberté de la presse. L'Association des Médias fidjiens (Fijian Media Association) a ainsi salué l'abrogation en mars 2023 de la loi de 2010 régulant les médias, ainsi que la création en octobre 2023 d'un Conseil des Médias des Fidji (Fiji Media Council), indépendant du gouvernement. Au classement de Reporters sans frontières de la liberté de la presse dans le monde, le pays passe ainsi en 2023 de la 102e à la 89e place.

## Presse écrite

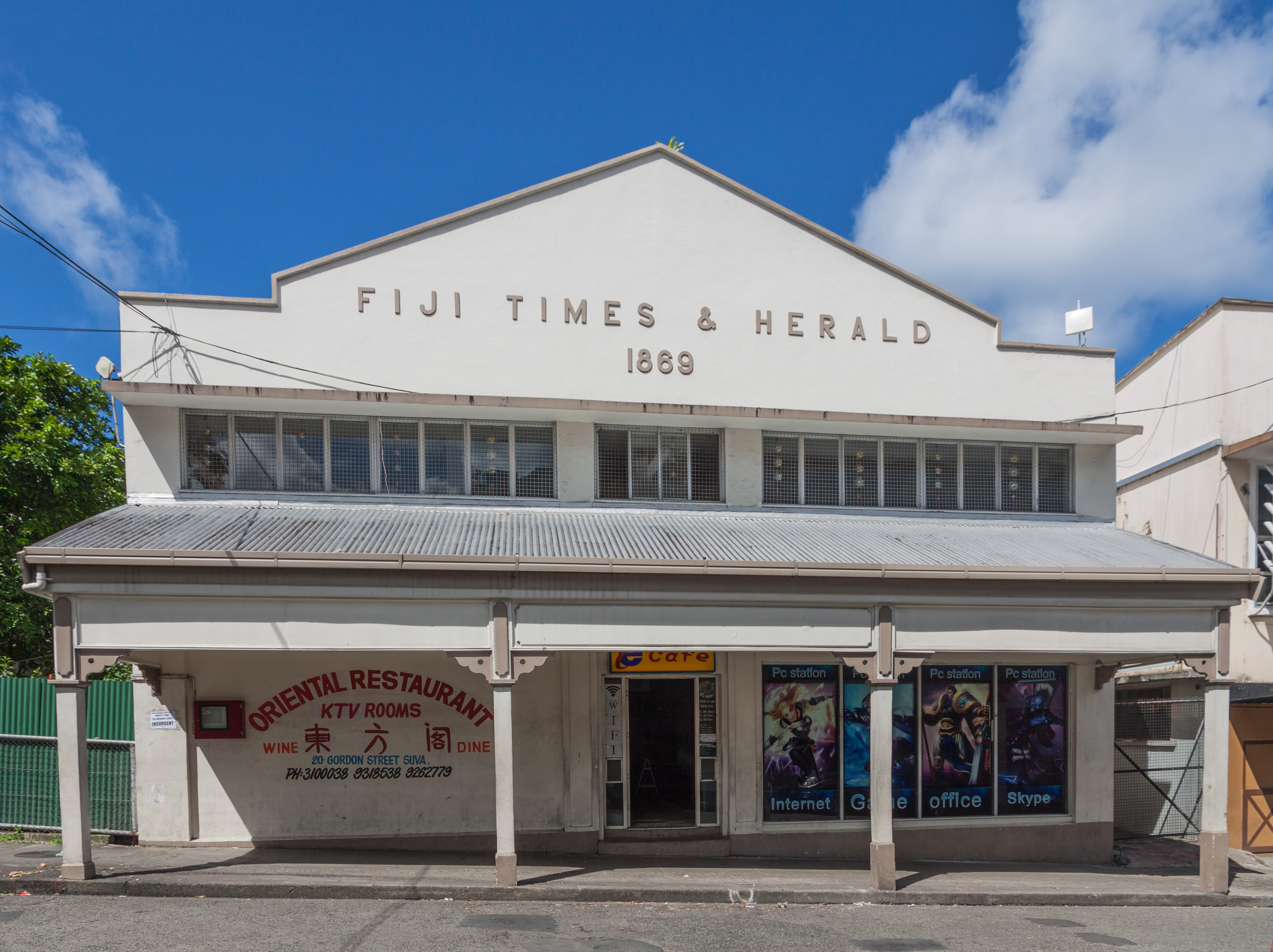
Bureaux du Fiji Times à Suva.

Il existe deux quotidiens nationaux,. Le Fiji Times, fondé en 1869, est un journal privé publié en anglais, l'une des trois langues officielles du pays et la langue commune de fait des Fidjiens. Il est un temps la propriété de News Corp, entreprise de l'empire médiatique australo-américain de Rupert Murdoch, mais ce dernier est contraint en 2010 de le vendre à une entreprise fidjienne, Motibhai, en raison d'un décret du gouvernement Bainimarama. Le journal demeure « réputé pour son indépendance ».
Le Fiji Sun, également la propriété d'une entreprise privée fidjienne et également publié en anglais, a soutenu le gouvernement Bainimarama (2006-2022),. 
Outre ces deux quotidiens, le journal The Jet Newspaper (en) est un mensuel en anglais, fondé en 2009 à Nadi avec le soutien du conseil municipal et de la chambre de commerce de cette ville.

## Médias audiovisuels

Logo de la Fijian Broadcasting Corporation.

La Fijian Broadcasting Corporation (FBC) est une entreprise publique de radiodiffusion qui gère six chaînes de radio et trois chaînes de télévision. Deux des six chaînes de radio de la FBC sont définies comme des chaînes du service public : Radio Fiji One (en), qui émet en langue fidjienne, et Radio Fiji Two (en), qui émet en hindi des Fidji. Ses quatre autres chaînes sont définies comme commerciales, et diffusent principalement de la musique, dans les trois langues nationales du pays (anglais, fidjien, hindi des Fidji). Radio Fiji One et Radio Fiji Two sont reçues sur l'intégralité du territoire national ; les autres chaînes atteignent environ 94 % du territoire. La chaîne FBC TV (en) relève du service public et est diffusée en clair. Créée en 2011, elle propose des émissions d'information, des documentaires, des compétitions sportives, des émissions de divertissement, et des séries télévisées achetées à des producteurs étrangers (par exemple : la série australienne Les Voisins). La chaîne FBC 2 est inaugurée en 2017 comme chaîne d'information en continu. La chaîne FBC Sports diffuse exclusivement des émissions sportives.
Fiji Television (en), réseau privé, diffuse en claire la chaîne de télévision commerciale Fiji One,. Depuis 2008 un autre réseau, Mai TV (en), dispose également d'une chaîne de télévision commerciale, ; diffusant beaucoup de programmes sportifs, elle revendique par ailleurs la diffusion de « programmes sains qui promeuvent des vertus morales », avec des émissions d'évangélisme chrétien.
« La radio est un média clé de l’archipel, pour une population éparpillée sur une centaine d’îles », et est fournie par le service public de la FBC ainsi que par les diverses stations du réseau privé Fiji Village (en), qui possède des chaînes de radio diffusant en anglais, en fidjien et en hindi,.

## Internet
Les grands médias fidjiens possèdent chacun un site web, et 88 % de la population en 2023 a accès à Internet. 59 % des Fidjiens en 2023 ont une présence sur les réseaux sociaux.